# Thomas Graeme Gibson
Thomas Graeme Gibson (6 april 1908 – Toronto, 3 januari 1986) was een Canadese legerofficier, die in de Tweede Wereldoorlog verschillende Canadese brigades onder zijn bevel had. Hij werd ereburger van Deventer.
Op 8 april 1943 werd Gibson met 35 jaar de jongste brigadegeneraal in het Canadese leger tot dat moment. Van 24 februari 1945 tot 3 juni 1945 was hij commandant van de 7e Canadese Infanterie Brigade, onderdeel van de 3e Canadese Infanteriedivisie (2e Canadese Legerkorps, 1e Canadese Leger) waarmee hij deelnam aan de bevrijding van Oost- en Noord-Nederland. Zijn brigade bevrijdde Deventer op 10 april 1945. Op 22 april 1945 werd Gibson benoemd tot eerste ereburger van Deventer, de oorkonde nam hij dat jaar op 6 oktober in ontvangst, en op diezelfde dag werd de toenmalige Zwolschestraat in Deventer naar hem vernoemd en kreeg de naam TG Gibsonstraat.

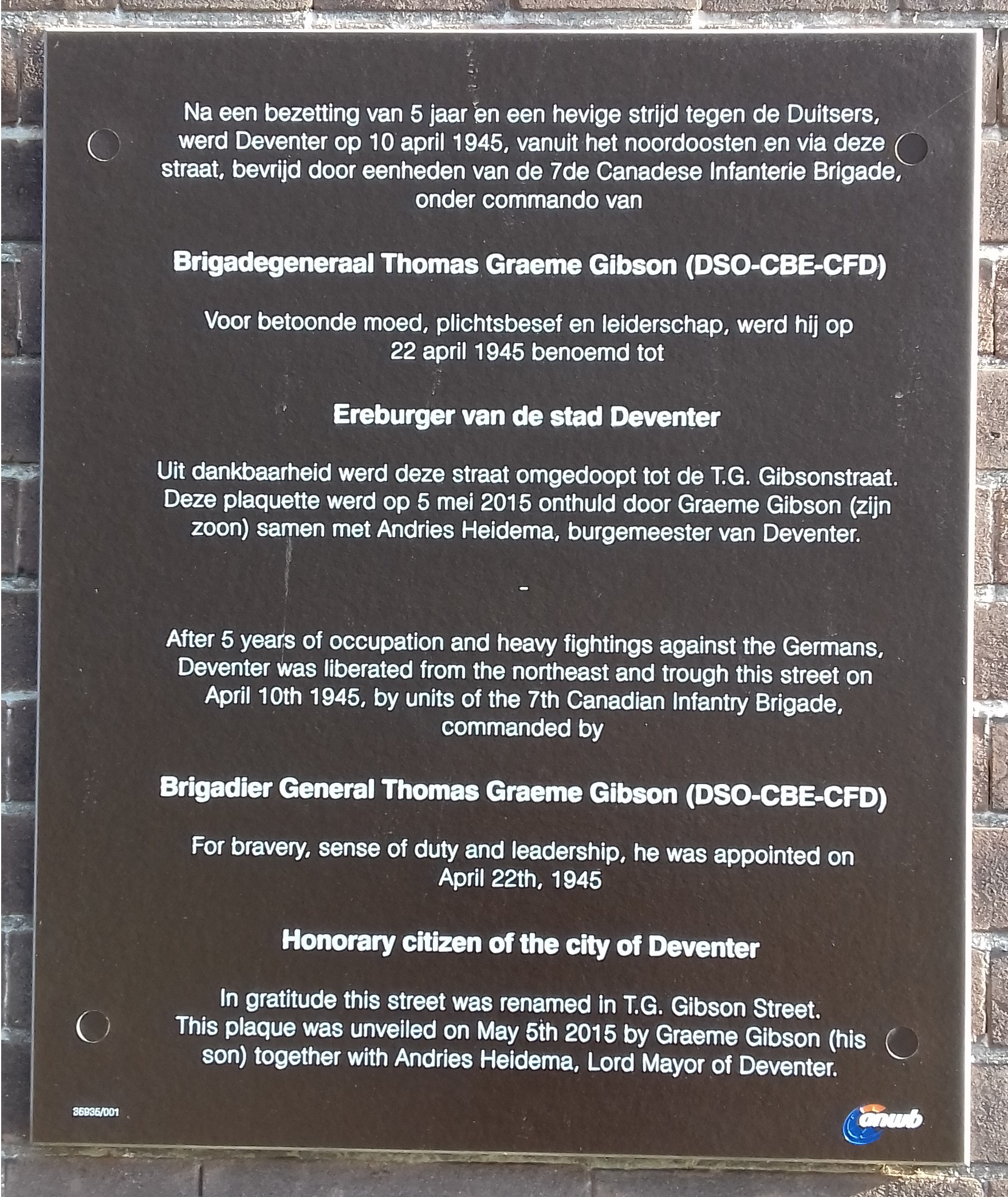
Plaquette aan gevel woonhuis T.G. Gibsonstraat 44 (onthuld op 5 mei-2015)

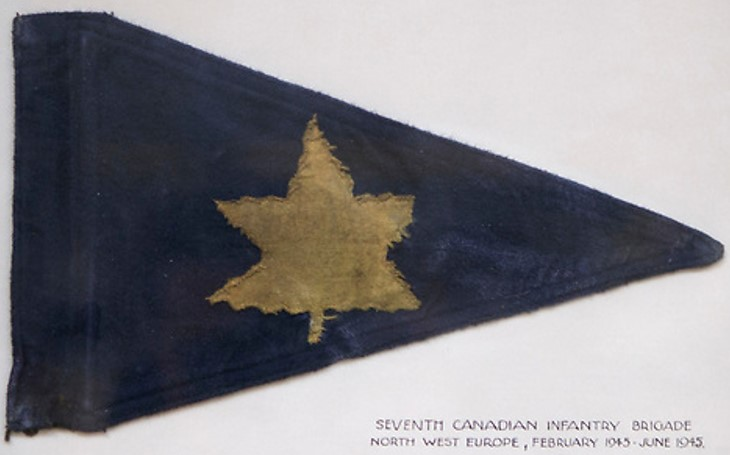
Jeep fanion van Brig. T.G. Gibson. Gibson schonk het op 3 mei 1970 aan Deventer. Het hangt in het gemeentehuis, op de kamer van de burgemeester.

## Persoonlijk
Gibsons broer was generaal-majoor Ralph Burgess Gibson, CB, CBE, VD (1894 - 1962)
Op 7 oktober 1933 trouwde Gibson met Mary Bertha Cameron (1906–1964). Samen kregen zij twee zoons: schrijver Graeme C. Gibson CM (1934-2019), die gehuwd was met schrijfster Margaret Atwood en film- en televisieregisseur Alan Gibson (1938-1987).
Generaal Gibson overleed op 3 januari 1986 na een kort ziekbed op 78-jarige leeftijd in Toronto.

## Onderscheidingen
- Commandeur in de Order of the British Empire (CBE) op 15 juni 1946[1]
- Orde van Voorname Dienst (DSO) op 28 april 1946[1]
- Onderscheiding van de Canadese Strijdkrachten (CD/CFD)
- Dagorder (Mentioned in dispatches (MiD) ) op 6 januari 1945[1]

## Militaire loopbaan

### Bevorderingen
- Lieutenant: 1929[1]
- Captain: <1936?[2]
- Major: 27 oktober 1941[1]
- Lieutenant Colonel: 18 januari 1942[1]
- Colonel: xxx[10]
- Brigadier: 8 april 1943[1]

### Plaatsingen
- 1925 – Queen’s Own Rifles of Canada (opleiding)[1]
- 1929 – Queen’s Own Rifles of Canada
- 1931 – Royal Canadian Regiment (RCR)
- 1940 – Staf college Camberley, Verenigd Koninkrijk
- Augustus 1940 - Liaison Officier van de landmachtstaf bij de 2e Canadese Infanterie Divisie (2CID)
- 27 oktober 1941 – Stafofficier (GSO2[15]) bij 2CID
- 18 januari 1942 – Commandant (CO[16]) 1e Bataljon Royal Winnipeg Rifles
- 13 juni 1942	– Stafofficier (GSO2[15]) 1e Leger (Canada)
- 8 april 1943 – Commandant (GOC[17]) 9CIB (3CID, 2CAC, 1e Leger) in het Verenigd Koninkrijk
- 12 oktober 1943 – Commandant 3CIB (1CID, 1CAC 1e Leger) tijdens de Italiaanse Veldtocht], o.a. Campagne bij de Moro Rivier (4–26 december 1943) en de Slag bij Ortona (20–28 december 1943)
- 13 april 1944 – Commandant 2CIB (1CID) tijdens de Italiaanse Veldtocht, o.a. Operatie Diadem oftewel de 4e Slag om Monte Cassino (mei 1944)
- 24 februari 1945 – 3 juni 1945 – Commandant 7CIB (3CID) tijdens de bevrijding van Oost- en Noord Nederland
- 1948 – Commandant 6e Militaire District van Canada
- 1947 – Hoofd Administratie voor het Oostelijke Commando van de Canadese Landmacht
- 1948 – Vice-adjudant-generaal bij het Defensie Hoofdkwartier
- september 1950 – Waarnemend commandant Airborne Regiment
- 1951 – Plaatsvervangend Chef Landmacht Staf